# Kosamonjärvi
Kosamonjärvi är en sjö i Finland. Den ligger i kommunen Pudasjärvi i landskapet Norra Österbotten, i den centrala delen av landet, 600 km norr om huvudstaden Helsingfors. Kosamonjärvi ligger 171,4 meter över havet. Den är 8,5 meter djup. Arean är 3,01 kvadratkilometer och strandlinjen är 14,07 kilometer lång. Sjön  ingår i Ijo älvs huvudavrinningsområde. 